# Jake Forbes
Vernor Vivian „Jake“ Forbes (* 4. Juli 1897 in Toronto, Ontario; † 30. Dezember 1985 in Hamilton, Ontario) war ein kanadischer Eishockeytorwart, der während seiner aktiven Karriere zwischen 1919 und 1936 unter anderem für die Toronto St. Patricks, Hamilton Tigers, New York Americans und Philadelphia Quakers in der National Hockey League gespielt hat.

## Karriere
Forbes spielte im Amateurbereich bis 1920 für die  Toronto Aura Lee und Toronto Goodyears, bevor er im Verlauf der Saison 1919/20 von den Toronto St. Patricks aus der National Hockey League verpflichtet wurde. Nachdem er im Saisonverlauf zu fünf Einsätzen gekommen, war und in der folgenden Spielzeit 20 Partien bestritten hatte, suspendierte ihn das Team für die Saison 1921/22. Der mit Spitznamen titulierte Jumpin’ Jackie hatte sich geweigert, den von Toronto angebotenen Vertrag zu unterschreiben. Zur Spielzeit 1922/23 verkauften ihn die St. Pats an den Ligakonkurrenten Hamilton Tigers, der 1925 nach New York umzog und als New York Americans spielte.
Insgesamt gehörte der Torwart bis zum Sommer 1933 dem Franchise der Americans an, wurde während dieser Zeit aber einige Male an andere Teams ausgeliehen. So unter anderem auch an die Philadelphia Quakers, für die er in der Saison 1930/31 in zwei Spielen den verletzten Wilf Cude ersetzte. Weitere Stationen in dieser Zeit waren die Providence Reds, New Haven Eagles, Springfield Indians und Bronx Tigers in der Canadian-American Hockey League sowie die Niagara Falls Cataracts in der Canadian Professional Hockey League.
Zwischen 1933 und 1936 ließ er seine Karriere in der International Hockey League bei den Windsor Bulldogs, Syracuse Stars, London Tecumsehs und Rochester Cardinals ausklingen.

## Erfolge und Auszeichnungen
- 1930 Can-Am First All-Star Team

## NHL-Statistik
(Legende zur Torhüterstatistik: GP oder Sp = Spiele insgesamt; W oder S = Siege; L oder N = Niederlagen; T oder U oder OT = Unentschieden oder Overtime- bzw. Shootout-Niederlage; Min. = Minuten; SOG oder SaT = Schüsse aufs Tor; GA oder GT = Gegentore; SO = Shutouts; GAA oder GTS = Gegentorschnitt; Sv% oder SVS% = Fangquote; EN = Empty Net Goal; 1 Play-downs/Relegation; Kursiv: Statistik nicht vollständig)